# Wonka (phim)
Wonka là một bộ phim điện ảnh Anh – Mỹ thuộc thể loại nhạc kịch – kỳ ảo – chính kịch ra mắt vào năm 2023 do Paul King viết kịch bản kiêm đạo diễn. Được xem là phần tiền truyện của cuốn tiểu thuyết Charlie và nhà máy sôcôla (1964) của Roald Dahl, tác phẩm theo chân Willy Wonka trên hành trình trở thành một ông chủ nhà máy sôcôla nổi tiếng trên toàn thế giới. Tác phảm có sự tham gia diễn xuất của Timothée Chalamet trong vai nhân vật chính của phim, bên cạnh đó còn có sự tham gia diễn xuất của dàn diễn viên phụ khác bao gồm Calah Lane, Keegan-Michael Key, Paterson Joseph, Matt Lucas, Mathew Baynton, Sally Hawkins, Rowan Atkinson, Jim Carter, Tom Davis, Olivia Colman và Hugh Grant.
Wonka được Warner Bros. Pictures công chiếu vào ngày 8 tháng 12 năm 2023 tại Anh và Việt Nam, và được ra mắt vào ngày 15 tháng 12 năm 2023 tại Mỹ. Tác phẩm nhìn chung nhận về những lời khen ngợi từ giới chuyên môn sau khi ra mắt.

## Nội dung
Willy Wonka là một chàng thanh niên trẻ xa quê theo thuyền ra khơi và đặt chân đến một thành phố cùng ước mơ sẽ mở một cửa hàng kẹo đắt khách tại đây. Dù chỉ còn vài đồng bạc lẻ trong túi, cậu vẫn vô cùng lạc quan và háo hức với chặng đường sắp tới, ôm ấp niềm tin về một ngày thành công rực rỡ. Với khẩu vị tinh tế cùng sức sáng tạo dồi dào, Willy tạo nên những viên kẹo độc đáo, nhiều màu sắc, bùng nổ hương vị và chinh phục những con người nơi đây. Dù vậy, cậu vô tình trở thành cái gai trong mắt các ông chủ cửa hàng sô-cô-la lâu năm và họ cùng nhau lên kế hoạch phá hoại giấc mơ thành danh của chàng trai trẻ.

## Diễn viên
- Timothée Chalamet thủ vai Willy Wonka
- Keegan-Michael Key
- Rowan Atkinson
- Sally Hawkins
- Jim Carter
- Matt Lucas
- Natasha Rothwell
- Olivia Colman
- Tom Davis
- Mathew Baynton
- Simon Farnaby
- Rich Fulcher
- Kobna Holdbrook-Smith
- Paterson Joseph thủ vai Arthur Slugworth[3]
- Calah Lane
- Colin O'Brien
- Rakhee Thakrar
- Ellie White
- Murray McArthur[4]
- Tracy Ifeachor[5]
- Hugh Grant thủ vai Lofty

## Sản xuất

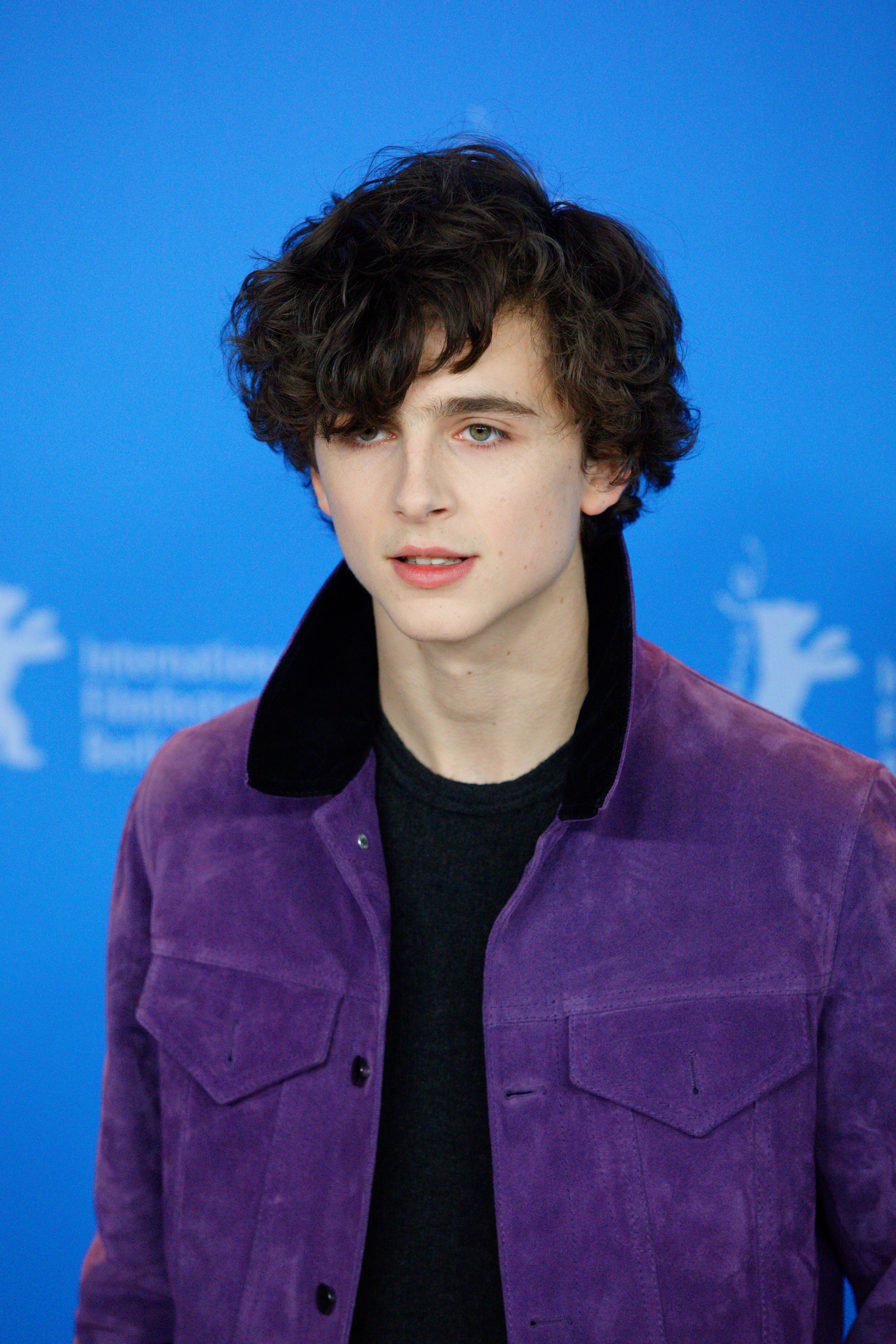
Timothée Chalamet thủ vai Willy Wonka

Vào tháng 10 năm 2016, Warner Bros. Pictures đã thành công mua bản quyền nhân vật Willy Wonka của Roald Dahl, với một bộ phim đang được phát triển bởi bộ đôi nhà sản xuất David Heyman và Michael Siegel. Tháng 2 năm 2018, Paul King được tiết lộ đang đàm phán để ngồi vào chiếc ghế đạo diễn của phim. Cũng cùng năm đó, hãng phim đã công bố danh sách rút ngọn của các ứng cử viên cho vai diễn Willy Wonka bao gồm Donald Glover, Ryan Gosling và Ezra Miller và đồng thời phim cũng được tiết lộ sẽ là phần tiền truyện của cuốn tiểu thuyết Charlie và nhà máy sôcôla (1964).
Tháng 1 năm 2021, Paul King chính thức được xác nhận sẽ đảm nhận vai trò đạo diễn của phim và tựa đề chính thức của phim sẽ là Wonka. Vào tháng 5, Timothée Chalamet cũng được xác nhận sẽ thủ vai nhân vật tiêu đề của phim và phim sẽ có một số phân cảnh nhạc kịch. Kịch bản của phim cũng được tiết lộ sẽ được viết bởi King cùng với Simon Farnaby. Tom Holland cũng là một trong những ứng cử viên sáng giá cho vai diễn này trước khi Chalamet được chọn. Tháng 9, 2021, có thông tin công bố Keegan-Michael Key, Sally Hawkins, Rowan Atkinson, Olivia Colman và Jim Carter sẽ góp mặt vào dàn diễn viên của phim và Farnaby cũng sẽ sắm một vai diễn trong phim.
Công đoạn quay phim chính của phim được bắt đầu vào tháng 9 năm 2021 tại Vương quốc Anh, với Seamus McGarvey sẽ đảm nhận vai trò quay phim và Nathan Crowley đảm nhận vị trí thiết kế sản xuất, bên cạnh đó là sự tham gia của Mark Everson trong vai trò dựng phim và Lindy Hemming sẽ làm công việc thiết kế trang phục. Phim được quay tại Lyme Regis và Bath, cùng với Warner Bros. Studios, Leavesden tại Watford. Quá trình quay phim cũng diễn ra tại Rivoli Ballroom ở Brockley, Luân Đôn. Tháng 2, McGarvey chính thức rời vị trí quay phim và được thay thế bởi Chung Chung-hoon. Vào tháng 12 cùng năm và tháng 2 năm sau, những phân cảnh phim được quay hình tại Oxford.

## Nhạc phim
Neil Hannon, ca sĩ chính của ban nhạc The Divine Comedy sẽ góp phần trong bài hát gốc của bộ phim.

## Quảng bá
Chiến dịch quảng bá của Warner Bros. Pictures cho Wonka được bắt đầu vào ngày 10 tháng 10, 2021 khi Chalamet chia sẻ những hình ảnh của anh ấy trong bộ trang phục của Willy Wonka. Hình ảnh được đăng tải trên tài khoản Instagram của Chalamet với dòng chú thích rằng "Sự hồi hộp thật kinh khủng, tôi mong nó sẽ kéo dài," gợi nhắc đến bộ phim Willy Wonka và nhà máy sôcola năm 1971 với nam diễn viên Gene Wilder thủ vai nhân vật tiêu đề. TheoThe Guardian đã ghi nhận rằng hình ảnh đã nhận được nhiều ý kiến trài chiều trên mạng.

## Phát hành
Phim được dự kiến sẽ do Warner Bros. Pictures công chiếu tại các rạp chiếu ở Anh và Việt Nam vào ngày 8 tháng 12 năm 2023, và tại Mỹ vào ngày 15 tháng 12 năm 2023. Ngày khởi chiếu ban đầu của phim được dự định là ngày 17 tháng 3, 2023.